# Georg Melich
Georg Melich (* 1979 in Starnberg) ist ein deutscher Schauspieler.

## Leben
Georg Melich ist der Sohn des Theaterschauspielers Klaus Fischer (* 1947). Melich wuchs in Freiburg im Breisgau auf und machte am dortigen Kepler-Gymnasium sein Abitur. Von 1998 bis 2001 war er Mitglied der Statisterie des Stadttheaters Freiburg. 1999 erhielt er einen Stückvertrag am „Theater Gruppe 80“ in Wien, wo auch sein Vater in vielen Inszenierungen mitwirkte.
Nach seinem Zivildienst, den er in einer Seniorenwohnanlage in Freiburg ableistete, folgte von 2001 bis 2005 sein Schauspielstudium am „Theater der Keller“ in Köln. An der Filmakademie Ludwigsburg besuchte er einen Camera-Acting-Workshop bei Hans-Christian Schmid. Während seiner Ausbildung gastierte er 2003 am Schauspielhaus Düsseldorf.
Von 2005 bis 2010 war Melich festes Ensemblemitglied am Theater Konstanz. 2007 wurde er für seine Mitwirkung in einer Bühnenfassung der Grass-Novelle Katz und Maus gemeinsam mit Michael Kientzle, David Benito Garcia, Hans Helmut Straub und Jana Alexia Rödiger bei der „Woche junger Schauspieler“ mit dem „Bensheimser Theaterpreis für junge Schauspieler“ ausgezeichnet. Mit dieser Produktion gastierte Melich, der einen der Pennälerkumpels der Hauptfigur Joachim Mahlke spielte, im April 2007 auch am Maxim Gorki Theater in Berlin. Am Theater Konstanz spielte er während seines ersten Festengagements in Wulf Twiehaus’ Räuber-Inszenierung, die in der Spielzeit 2007/08 ihre Premiere hatte, den Karl Moor.
Ab der Spielzeit 2014/15 war er, nach einer mehrjährigen freiberuflichen Tätigkeit, erneut wieder festes Ensemblemitglied am Theater Konstanz. In der Spielzeit 2014/15 wirkte er in der Bühnenfassung des Debütromans Agnes des Schweizer Autors Peter Stamm mit. In der multimedialen Inszenierung des Theaterstücks „Gestern habe ich aufgehört, mich zu töten. Dank dir, Heiner Müller“ des kubanischen Autors Rogelio Arizondo Gómez, ein Stück über die Lebenssituation junger Menschen auf Kuba, die im September 2014 ihre Premiere am Theater Konstanz hatte, spielte Melich die Figur des Amlet; mit dieser Produktion gastierte er November 2015 auch beim 16. „Festival Internacional de Teatro de La Habana“ im Teatro Bertolt Brecht in Havanna. In der Spielzeit 2015/16 trat er am Theater Konstanz als Bürgermeister Peter Stockmann in Dietrich Hilsdorfs Inszenierung des Ibsen-Stücks Ein Volksfeind auf. Bei den Konstanzer Konzilfestspielen 2016 übernahm er den Bruder Severin in einer Inszenierung von Der Name der Rose. In der Kinder- und Jugendtheaterproduktion Oh wie schön ist Panama (nach Janosch) ist er der Erzähler. Im Sommer 2018 spielte er den Grafen Guiche in einer Freilichtinszenierung von Cyrano de Bergerac. In der Spielzeit 2018/19 stand Melich in der Produktion Die Reis’, ein Stück über die Kultur der Jenischen des Singener Autors Gerd Zahner, zum ersten Mal mit seinem Vater gemeinsam auf der Bühne. Melich verkörperte in der Produktion, die in der Scheffelhalle in Singen ihre Premiere hatte, einen angesehenen Frankfurter Rechtsanwalt, der in seine Heimat im Hegau und zu den Wurzeln seiner Herkunft zurückkehrt.
Zum Ende der Spielzeit 2019/20 schied Melich aus dem Konstanzer Ensemble aus.
Am Theater Konstanz war Melich, der sich auch in theaterpädagogischen Projekten mit Schülern engagiert, mehrere Jahre als Ensemblesprecher aktiv.
Er wirkte in einigen Kurzfilmen mit. In der 3. Staffel der TV-Serie WaPo Bodensee (2019) hatte er eine Episodenrolle als ermordeter Surfer und Yoga-Lehrer Daniel Dellbrück.
Melich ist verheiratet und seit Juli 2020 Vater einer Tochter. Er lebt im Konstanzer Stadtteil Paradies.

## Filmografie (Auswahl)
- 2003: Better Be Good! (Kurzfilm)
- 2005: Das Geständnis (Kurzfilm)
- 2007: zerSchmetterling (Kurzfilm)
- 2013: Lars (Kurzfilm)
- 2019: WaPo Bodensee: Skrupellos (Fernsehserie, eine Folge)
- 2021: WaPo Bodensee: Helden (Fernsehserie, eine Folge)